# الشعب الأودي
الأوديون هم شعب أصلي من القوقاز يعيشون حاليًا بشكل رئيس في روسيا وأذربيجان، مع وجود عدد أصغر من السكان في جورجيا وأرمينيا وكازاخستان وأوكرانيا ودول أخرى. ويبلغ عددهم الإجمالي حوالي 10 آلاف نسمة. ويتحدثون اللغة الأودية [الإنجليزية]، التي تنتمي إلى عائلة لغة شمال شرق القوقاز. ويتحدث البعض أيضًا اللغة الأذربيجانية، أو الروسية، أو الجورجية، أو الأرمنية، اعتمادًا على المكان الذي يقيمون فيه. دينهم هو المسيحية.

## طالع أيضًا
- ألبانيا القوقازية
- الرومان في ألبانيا القوقازية [الإنجليزية]
- شعب إنجيلوي [الإنجليزية]

## روابط خارجية
- أودي ولغة أودي.